# Slobodan Lakicević
Slobodan Lakicević (ur. 12 stycznia 1988 w Bijelo Polje) – czarnogórski piłkarz występujący na pozycji pomocnika, od 2009 roku występujący w klubie FK Budućnost Podgorica.